# نظام دعم القرار السريري
نظام دعم القرار السريري (CDSS) هو معلومات صحية، يزود الأطباء والموظفين والمرضى أو الأفراد الآخرين بالمعرفة والمعلومات الخاصة بالشخص للمساعدة في الرعاية الصحية.  يشمل النظام مجموعة متنوعة من الأدوات لتعزيز اتخاذ القرار في سير العمل السريري. تتضمن هذه الأدوات التنبيهات المحوسبة والتذكيرات لمقدمي الرعاية والمرضى، والإرشادات السريرية، ومجموعات الطلبات الخاصة بالحالة، وتقارير وملخصات بيانات المريض المركزة، وقوالب التوثيق، والدعم التشخيصي، والمعلومات المرجعية ذات الصلة بالسياق، من بين أدوات أخرى. اقترح روبرت هايوارد من المركز تعريفًا عمليًا للأدلة الصحية: تربط أنظمة دعم القرار السريري بين الملاحظات الصحية والمعرفة الصحية للتأثير في الخيارات الصحية التي يتخذها الأطباء لتحسين الرعاية الصحية.

## الخصائص
نظام دعم القرار السريري: هو نظام معرفة نشط، يستخدم متغيرات بيانات المريض لتقديم المشورة فيما يتعلق بالرعاية الصحية. هذا يعني أن النظام هو ببساطة نظام دعم القرار الذي يركز على استخدام إدارة المعرفة.

### الغرض
الغرض الرئيسي من النظام الحديث هو مساعدة الأطباء في نقطة الرعاية. هذا يعني أن الأطباء يتفاعلون مع النظام للمساعدة في التحليل والوصول إلى التشخيص بناءً على بيانات المريض.
في الأيام الأولى، صمم النظام لاتخاذ القرارات للطبيب حرفيًا. سيقوم الطبيب بإدخال المعلومات والانتظار حتى يقوم النظام بإخراج الخيار «الصحيح»، وسيعمل الطبيب ببساطة على هذا الناتج. ومع ذلك، فإن المنهجية الحديثة لاستخدام النظام للمساعدة تعني أن الطبيب يتفاعل مع النظام،  مستخدمًا كل من معرفته والنظام لتحليل بيانات المريض بنحو أفضل مما يمكن أن يقوم به الإنسان أوالنظام بمفرده. عادة، تقدم النظام اقتراحات للطبيب للنظر فيها، ومن المتوقع أن يختار الطبيب معلومات مفيدة من النتائج المقدمة ويخصم اقتراحات النظام الخاطئة.
النوعان الرئيسيان من النظام ، هما: قائم على المعرفة، وغير قائم على المعرفة.
مثال على كيفية استخدام نظام دعم القرار السريري من قبل الطبيب هو نظام دعم قرار التشخيص. يطلب نظام دعم قرار التشخيص بعض بيانات المرضى، واستجابة لذلك، يقترح مجموعة من التشخيصات المناسبة. ثم يأخذ الطبيب مخرجات نظام دعم قرار التشخيص ويحدد التشخيصات التي قد تكون ذات صلة وأيها ليست كذلك، ويطلب، إذا لزم الأمر، مزيدًا من الاختبارات لتضييق نطاق التشخيص.
مثال آخر على النظام هو نظام التفكير القائم على الحالة (CBR)، يستخدم النظام الأخير بيانات الحالة السابقة للمساعدة على تحديد الكمية المناسبة من الحزم وزوايا الحزمة المثلى للاستخدام في العلاج الإشعاعي لمرضى سرطان الدماغ. سيراجع الفيزيائيون الطبيون وعلماء الأورام بعد ذلك خطة العلاج الموصى بها لتحديد مدى صلاحيتها.
يعتمد تصنيف مهم آخر لـ النظام على توقيت استخدامه، يستخدم الأطباء هذه الأنظمة في نقطة الرعاية لمساعدتهم في أثناء تعاملهم مع مريض، مع توقيت استخدامها إما بالتشخيص المسبق أو في أثناء التشخيص أو بعده. تساعد أنظمة النظام للتشخيص المسبق يقوم الطبيب بإعداد التشخيص. تساعد النظام في مراجعة وتصفية الخيارات التشخيصية الأولية للطبيب لتحسين النتائج. تستخدم أنظمة النظام بعد التشخيص لاستخراج البيانات لاشتقاق الروابط بين المرضى وتاريخهم الطبي السابق والبحوث السريرية للتنبؤ بالأحداث المستقبلية. اعتبارًا من عام 2012، ادعى بأن دعم القرار سيبدأ باستبدال الأطباء في المهام المشتركة في المستقبل.
نهج آخر، تستخدمه الخدمة الصحية الوطنية في إنجلترا، هو استخدام نظام دعم قرار التشخيص  لفرز الحالات الطبية بعد ساعات من طريق اقتراح الخطوة التالية المناسبة للمريض. على سبيل المثال، اتصل بسيارة إسعاف، أو راجع ممارسًا عامًا في يوم العمل التالي. الاقتراح، الذي قد يتجاهله المريض أو عامل الهاتف إذا كانت الفطرة السليمة أو الحذر يقترح خلاف ذلك. يستند إلى المعلومات المعروفة والاستنتاج الضمني حول ما يمكن أن يكون عليه التشخيص الأسوأ؛ لا يجري الكشف عنها دائمًا للمريض لأنها قد تكون غير صحيحة ولا تستند إلى رأي شخص مدرب طبيًا فهي تستخدم فقط لأغراض الفرز الأولي.

### القائم على المعرفة
تتكون معظم النظام من ثلاثة أجزاء: قاعدة المعرفة، ومحرك الاستدلال، وآلية التواصل. تحتوي قاعدة المعرفة على القواعد والجمعيات الخاصة بالبيانات المجمعة، التي غالبًا ما تتخذ شكل قواعد. IF-THEN إذا كان هذا نظاماً لتحديد التفاعلات الدوائية، فقد تكون القاعدة هي أنه إذا تناول الدواء س  وتناول العقار صY، فحينئذٍ تنبيه المستخدم  باستخدام واجهة أخرى، يمكن للمستخدم المتقدم تحرير قاعدة المعرفة لإبقائها محدثة بأدوية جديدة.
يجمع محرك الاستدلال بين القواعد من قاعدة المعرفة وبيانات المريض.  تسمح آلية الاتصال للنظام بإظهار النتائج للمستخدم، إضافةً إلى إدخال مدخلات في النظام.
هناك حاجة إلى لغة تعبير مثل GELLO أو CQL (لغة الجودة السريرية) للتعبير عن المصنوعات المعرفية بطريقة قابلة للحساب. على سبيل المثال: إذا كان المريض مصابًا بداء السكري، وإذا كانت نتيجة اختبار الهيموجلوبين A1c الأخيرة أقل من 7٪، فنوصي بإعادة الاختبار إذا كان أكثر من ستة أشهر، ولكن إذا كانت نتيجة الاختبار الأخيرة أكبر من أو تساوي 7٪، ثم أوصي بإعادة الاختبار إذا كان قد مر أكثر من ثلاثة أشهر.
التركيز الحالي لـ HL7 CDS WG هو البناء على لغة الجودة السريرية (CQL). أعلنت المراكز الأمريكية للخدمات الطبية والرعاية الطبية (CMS) أنها تخطط لاستخدام CQL لمواصفات مقاييس الجودة السريرية الإلكترونية (eCQMs).

### الغير قائمة على المعرفة
تستخدم النظام التي لا تستخدم قاعدة معرفية شكلًا من أشكال الذكاء الاصطناعي يسمى التعلم الآلي، الذي يسمح لأجهزة الكمبيوتر بالتعلم من التجارب السابقة و/أو العثور على أنماط في البيانات السريرية. هذا يلغي الحاجة إلى كتابة القواعد ومدخلات الخبراء. ومع ذلك، نظرًا إلى أن الأنظمة القائمة على التعلم الآلي لا يمكنها شرح أسباب استنتاجاتهم، فإن معظم الأطباء لا يستخدمونها مباشرةً للتشخيص والموثوقية وأسباب المساءلة. ومع ذلك، يمكن أن تكون مفيدة بوصفها نظم ما بعد التشخيص، لاقتراح أنماط للأطباء للنظر فيها بعمق أكبر.
اعتبارًا من عام 2012، هناك ثلاثة أنواع من الأنظمة غير القائمة على المعرفة هي آلات ناقلات الدعم والشبكات العصبية الاصطناعية والخوارزميات الجينية.
1. تستخدم الشبكات العصبية الاصطناعية العقد والوصلات الموزونة بينها لتحليل الأنماط الموجودة في بيانات المريض لاشتقاق الارتباطات بين الأعراض والتشخيص.
2. تعتمد الخوارزميات الجينية على عمليات تطورية مبسطة باستخدام الاختيار الموجه لتحقيق أفضل نتائج CDSS. تقوم خوارزميات الاختيار بتقييم مكونات مجموعات عشوائية من الحلول لمشكلة ما. ثم يعاد دمج الحلول التي تظهر في الأعلى وتغييرها وتشغيلها من طريق العملية مرة أخرى. يحدث هذا مرارًا وتكرارًا حتى يتم اكتشاف الحل المناسب. وهي تشبه وظيفيًا الشبكات العصبية من حيث أنها أيضًا «صناديق سوداء» تحاول استخلاص المعرفة من بيانات المريض.

غالبًا ما تركز الشبكات غير القائمة على المعرفة على قائمة ضيقة من الأعراض، مثل أعراض مرض واحد، على النقيض من النهج القائم على المعرفة، الذي يغطي تشخيص العديد من الأمراض.
مثال على النظام غير القائم على المعرفة هو خادم ويب طُوِّر باستخدام آلة ناقلات الدعم للتنبؤ بسكري الحمل في إيرلندا.